# Olivier Lombard
Olivier Lombard (ur. 25 kwietnia 1991 roku w Poissy) – francuski kierowca wyścigowy i przedsiębiorca, założyciel startupu Hopium.

## Kariera
Lombard rozpoczął karierę w międzynarodowych wyścigach samochodowych w 2009 roku od startów w Europejskiej Formule BMW oraz Amerykańskiej Formule BMW. W serii europejskiej uzbierane 67 punktów dało mu szesnaste miejsce w końcowej klasyfikacji kierowców. W późniejszych latach Francuz pojawiał się także w stawce Formuły Le Mans, 24-godzinnego wyścigu Le Mans, Le Mans Series, American Le Mans Series, FIA World Endurance Championship, Francuskiego Pucharu Porsche Carrera oraz European Le Mans Series.

## Wyniki w 24h Le Mans
| Rok  | Zespół             | Partnerzy                        | Samochód           | Klasa | Okr. | Poz. | Klasa Pos. |
| ---- | ------------------ | -------------------------------- | ------------------ | ----- | ---- | ---- | ---------- |
| 2011 | Greaves Motorsport | Karim Ojjeh Tom Kimber-Smith     | Zytek Z11SN-Nissan | LMP2  | 326  | 8    | 1          |
| 2012 | Signatech-Nissan   | Jordan Tresson Franck Mailleux   | Oreca 03-Nissan    | LMP2  | 340  | 16   | 9          |
| 2013 | Morand Racing      | Natacha Gachnang Franck Mailleux | Morgan LMP2-Judd   | LMP2  | 320  | 11   | 5          |